# John Lloyd Stephens
John Lloyd Stephens (Shrewsbury, 28 novembre 1805 – New York, 13 ottobre 1852) è stato un esploratore, scrittore e diplomatico statunitense.
Stephens è divenuto famoso per la scoperta, in collaborazione con l'inglese Frederick Catherwood, dei resti archeologici della antica civiltà Maya.  Muore di malaria.
Riposa nel New York City Marble Cemetery.

## Opere
- Incidents of Travel in Egypt, Arabia Petraea, and the Holy Land (1837)
- Incidents of Travel in Greece, Turkey, Russia and Poland (1838)
- Incidents of Travel in Central America, Chiapas and Yucatan, Vols. 1 & 2 (1841)
- Incidents of Travel in Yucatan, Vols. 1 & 2 (1843)